# Commission d'évaluation de l'enseignement collégial
La commission d'évaluation de l'enseignement collégial est une instance gouvernementale québécoise (canadienne) reliée au Ministère de l'Éducation, du Loisir et du Sport du Québec et qui sert principalement à faire un suivi du fonctionnement des collèges. Elle fut fondée en 1993. 

## Critique
Certaines fédérations étudiantes, entre autres l'ASSÉ ainsi que de nombreux individus impliqués dans le mouvement étudiant, critiquent cette commission puisqu'elle sert principalement à appliquer des contrats de performance et sert principalement à intégrer les formations scolaires au marché du travail.